# مارفيل واين
يعتبر مارفيل واين أحد الأجنحة الخلفية القوية والحديثة التي تتوق إلى الهجوم في كل مناسبة، وهو برز على الساحة الأمريكية مثل النيزك «واين» البالغ من العمر 23 عاما هو ابن لاعب أميركي محترف سابق للعبة البيسبول وهو يتمتع ببنية جسدية قوية، وخيار فعال بوب برادلي مدرب منتخب الولايات المتحدة الأمريكية.

## مسيرته الكروية
بدأ مسيرته الكروية مع فريق نيويورك ريد بولز عام 2006 ولعب معه 28 مباراة. «واين» المدافع القوي نضج بسرعة وانتقل إلى صفوف تورنتو عام 2007 وتعلم الكثير هناك. سجل هدفين في 53 مباراة، وبسرعة أصبح أحد اللاعبين المفضلين في كندا.
كانت البدايات الأولى ل«واين» في المنتخبات الأميركية عندما اختير ضمن برنامج اللاعبين الشباب، حيث لعب في كأس العالم للشباب تحت 20 سنة في هولندا. أول مباراة دولية مع منتخب الكبار كانت في كوبا أمريكا عام 2007، عندما تمت دعوة الولايات المتحدة الأمريكية للعب في كوبا أمريكا.وفي الآونة الأخيرة، كان هذا المدافع القوي نجما في صفوف منتخب بلاده خلال مشاركته في مسابقة كرة القدم في دورة الألعاب الأولمبيةفي بكين عام 2008 عندما ودع الأميركيون المسابقة من الدور الأول.

## روابط خارجية
- مارفيل واين على موقع الاتحاد الدولي (مؤرشف)  (الإنجليزية)
- مارفيل واين على موقع الدوري الأمريكي (الإنجليزية)
- مارفيل واين على موقع قاعدة بيانات كرة القدم.إي يو (الإنجليزية)
- مارفيل واين على موقع ناشيونال فوتبول تيمز (الإنجليزية)
- مارفيل واين على موقع Soccerway.com (الإنجليزية)
- مارفيل واين على موقع عالم كرة القدم.نت (الإنجليزية)
- مارفيل واين على موقع أوليمبيديا (الإنجليزية)
- مارفيل واين على موقع AS.com (الإسبانية)